# Ann Radcliffe
Ann Radcliffe, född Ward 9 juli 1764 i Holborn, London, död 7 februari 1823 i London, var en engelsk författare. Hon utvecklade den tidiga gotiska romanen i Horace Walpoles efterföljd (Borgen i Otranto, 1764). Hon gifte sig 1788 med redaktören William Radcliffe.

## Författarskap
Ann Radcliffe började att skriva för nöjes skull, uppmuntrad av sin make, och publicerade sin första roman 1789, The Castles of Athlin and Dunbayne. Redan där använder hon teman som återkommer i de följande. Dessa teman utmärker den gotiska romanen, som vid den tiden höll på att bli en mycket populär genre i Europa och Amerika.
Radcliffe kan sägas ha knäsatt inslag som blev specifika för genren. I en typisk roman av Radcliffe kommer en ung, oskuldsfull kvinna till ett spöklikt slott, där hon möter en mystisk man, och måste lösa ett mysterium som är knutet till slottet och dess ägare. Spökerier och andra övernaturligheter förekommer rikligt, men de visar sig ha naturliga förklaringar.
Andra romaner av Radcliffe är En siciliansk romans (1790), The Romance of the Forest (1791), Udolphos mysterier (The Mysteries of Udolpho, 1794), och The Italian (1796). Med dessa romaner har hon haft ett avgörande inflytande på författare som Charlotte Brontë, Emily Brontë, Jane Austen, Edgar Allan Poe, Charles Dickens, Walter Scott och Mary Wollstonecraft Shelley. På många sätt markerar Radcliffes gotiska roman startskottet för den engelska romantiken.

## Verk översatta till svenska
- Adeline eller Skogs-romanen (3 vol.), 1800 (The Romance of the Forest)
- Italienaren, eller Ruinerne vid Paluzzi (3 vol.), 1803 (The Italian)
- Julia eller De underjordiska hvalfven i slottet Mazzini (2 vol.), 1804–1805
- Röfvarslottet i Apenninska bergen (3 vol.), 1805 (The Mysteries of Udolpho)
- Grafven (2 vol.), 1806
- Bergslotten Athlin och Dunbayne, eller Blodskuldens hämnare. En bergskottisk historia ur medeltiden, 1826 (The Castles of Athlin and Dunbayne)
- Udolphos mysterier: en romantisk berättelse, interfolierad med några poetiska stycken (2 vol.), 2006–2007 (The Mysteries of Udolpho)
- En siciliansk romans, 2020 (The Sicilian Romance)